# 林炳森
林炳森，中華民國政治人物，曾任彰化市市民代表、彰化縣議員，後代表中國國民黨在台灣省第三選區（中中彰投）當選為第一屆第三、四、五次增額立法委員。